# Jehan Bretel
Jehan Bretel (1210 circa – 1272) è stato un troviero.
Delle sue presunte 97 canzoni ce ne restano 96. A giudicare dai suoi contatti con altri trovieri, era famoso e popolare. Sette lavori di altri trovieri (Jehan de Grieviler, Jehan Erart, Jaques le Vinier, Colart le Boutellier e Mahieu de Gant) sono dedicati a Bretel e per un certo periodo fu il "Principe" del Puy d'Arras. 
Bretel mantenne la carica ereditaria di sergente all'Abazia di Saint Vaast ad Arras, in qualità di sovrintendente ai diritti dell'abazia sul fiume Scarpe. Infatti in un documento del 1256, lui viene riferito come sergens iretavles de la riviere Saint-Vaast. Suo padre, Jehan, ha tenuto questo stesso posto dal 1241 (e non oltre) fino alla sua morte nel 1244. Suo nonno, Jacques, era descritto come sergent héréditaire intorno al volgere del secolo, quando c'erano otto di tali ufficiali associati all'abazia. Il troviero e suo fratello erano modesti proprietari nei pressi di Arras, dove Jehan muore nel 1272. 
Bretel ha scritto otto chansons courtoises conosciute, di cui sette sopravvivono. Dedica inoltre la chanson Li miens chanters alla contessa Beatrice, moglie di Guglielmo III di Dampierre e sorella di Enrico III, duca di Brabante. 
Bretel partecipa a diciannove jeux partis, la quasi metà dei quali registrati. Molti di questi sono assegnati in base all'evidenza interna (i poeti sono spesso chiamati per nome) in quanto mancano di rubriche. Alcuni sono indirizzati in modo specifico a un Sire Jehan o semplicemente Sire e la loro attribuzione a Bretel, sebbene verosimile, non è certa. Circa quaranta diversi poeti della regione intorno ad Arras parteciparono in questi jeux partis, come giudici o come corrispondenti. In genere questi componimenti poetici sono raggruppati nei canzonieri da Bretel insieme ad altri, anche se egli non li inizia; mentre quelli che inizia con il famoso troviero Adam de la Halle sono raggruppati di solito con i lavori di questi. 

## Opere

### Chansons courtoises
- Jamais nul jour de ma vie
- Je ne chant pas de grant joliveté
- Li grans desirs de deservir amie
- Li miens chanters ne puet plaire
- Mout liement me fait Amours chanter
- Onques nul jour ne chantai
- Poissans Amours a mon cuer espiié

### Jeux partis
- Con Adam de la Halle
  - Adan, amis, je vous dis une fois
  - Adan, amis, mout savés bien vo roi
  - Adan, a moi respondés
  - Adan, d'amours vous demant
  - Adan, du quel cuidiés vous,[2] senza musica
  - Adan, li qués doit mieus trouver merchi
  - Adan, mout fu Aristotes sachans
  - Adan, qui aroit amee
  - Adan, se vous amiés bien loiaument
  - Adan, s'il estoit ensi
  - Adan, si soit que ma feme amés tant
  - Adan, vauriés vous manoir
  - Adan, vous devés savoir
  - Avoir cuidai engané le marchié
  - Compains Jehan, un gieus vous vueil partir
  - Sire, assés sage vous voi,[2] proposta da Adam, senza musica
  - Sire Jehan, ainc ne fustes partis, proposta da Adam

- Con Audefroi
  - J'aim par amours et on moi ensement, proposta da Audefroi
  - Sire Audefroi, qui par traïson droite

- Con Jehan le Cuvelier d'Arras
  - Cuvelier, dites moi voir, senza musica
  - Cuvelier, or i parra[2]
  - Cuvelier, s'il est ainsi,[2] due melodie
  - Cuvelier, vous amerés
  - Je vous demant, Cuvelier, espondés, senza musica

- Con Gaidifer d'Avion
  - Gaidifer, d'un jeu parti
  - Gaidifer, par courtoisie

- Con Gerart de Boulogne
  - Sire Jehan, vous amerez, proposta da Gerart, senza musica

- Con Jehan de Grieviler
  - Conseilliez moi, Jehan de Grieviler
  - Grieviler, a ma requeste,[2] senza musica
  - Grieviler, del quel doit estre[2]
  - Grieviler, deus dames sai d'une beauté
  - Grieviler, deus dames sont
  - Grieviler, dites moi voir, senza musica
  - Grieviler, feme avés prise
  - Grieviler, ja en ma vie, senza musica
  - Grieviler, par maintes fies[2]
  - Grieviler, par quel raison, senza musica
  - Grieviler, par vo bapteme
  - Grieviler, se vous aviés[2]
  - Grieviler, se vous quidiés[2]
  - Grieviler, s'il avenoit, senza musica
  - Grieviler, un jugement
  - Grieviler, vostre ensient, due melodie
  - Grieviler, vostre pensee
  - Jehan Bretel, une jolie dame,[2] proposta da Grieviler
  - Jehan Bretel, vostre avis, proposta da Grieviler
  - Jehan de Grieviler, deus dames sai, senza musica
  - Jehan de Grieviler, sage
  - Jehan de Grieviler, s'aveuc celi,[2] senza musica
  - Jehan de Grieviler, une
  - Jehan de Grieviler, un jugement, senza musica
  - Prince del Pui, mout bien savés trouver, proposta da Grieviler
  - Respondés a ma demande, due melodie
  - Sire Bretel, je vous vueill demander, proposta da Grieviler, senza musica
  - Sire Bretel, vous qui d'amours savez, proposta da Grieviler, senza musica

- Con Jehan de Marli
  - Maistre Jehan de Marli, respondés[2]

- Con Jehan de Renti
  - Jehan Bretel, un chevalier, proposta da Jehan de Renti, senza musica

- Con Jehan Simon
  - Jehan Simon, li quieus s'aquita mieus, due melodie

- Con Jehan de Vergelai
  - Jehan de Vergelai, vostre ensïent[2]

- Con Lambert Ferri:
  - Amis Lambert Ferri, vous trouverés[2]
  - Entendés, Lambert Ferri[2]
  - Ferri, a vostre ensïent[2]
  - Ferri, il sont doi amant[2]
  - Ferri, il sont dui fin loial amant, senza musica
  - Ferri, se ja Dieus vous voie
  - Ferri, se vous bien amiés
  - Jehan Bretel, par raison,[2] proposta da Lambert, due melodie
  - Lambert Ferri, drois est ke m'entremete,[2] senza musica
  - Lambert Ferri, je vous part[2]
  - Lambert Ferri, li quieus doit mieus avoir
  - Lambert Ferri, s'une dame orgeilleuse[2]
  - Lambert, il sont doi amant[2]
  - Lambert, se vous amiés bien loiaument[2]
  - Lambert, une amie avés[2]
  - Prince del Pui, selonc vostre pensee,[2] proposta da Lambert
  - Sire Bretel, entendés,[2] proposta da Lambert
  - Sire Jehan Bretel, vous demant gié, proposta da Lambert, senza musica

- Con Mahieu li Taillere
  - A vous, Mahieu li Taillere[2]

- Con Perrin d'Angicourt
  - Perrin d'Angicourt, respondés[2]
  - Prince del Pui, vous avés,[2] proposta da Perrin

- Con Perrot de Neele
  - Amis Pierot de Neele[2]
  - Jehan Bretel, respondés, proposta da Perrot
  - Pierrot de Neele, amis, senza musica
  - Pierot, li ques vaut pis a fin amant[2]

- Con Prieus de Boulogne
  - Sire Prieus de Boulogne,[2] senza musica

- Con Robert de Castel
  - Robert du Chastel, biaus sire

- Con Robin de Compiegne
  - Sire Jehan Bretel, conseill vous prie, proposta da Robin, senza musica

- Con Robert de la Piere
  - Robert de la Piere, repondés moi[2]

- Con più di due
  - Biaus sire tresorier d'Aire, proposta congiuntamente da Bretel e da Lambert Ferri per Jehan le Cuvelier d'Arras e il Tresorier d'Aire
  - Cuvelier et vous, Ferri,[2] proposta da Bretel per Jehan le Cuvelier d'Arras, Lambert Ferri e Jehan de Grieviler